# Auguste Alexandre Ducrot
Pour les articles homonymes, voir Ducrot.
Auguste Alexandre Ducrot, né à Nevers (Nièvre) le 24 février 1817 et mort à Versailles le 16 août 1882, est un général français.
Général de division, il a commandé le 1er corps d'armée à Sedan. Prisonnier, il s'est évadé, a regagné Paris où il a commandé la sortie des armées de Paris du 30 novembre au 3 décembre 1870 (Bry-sur-Marne et Villiers-sur-Marne). Sa dernière bataille est celle  de Buzenval, le 19 janvier 1871.
En 1871, il est élu député de la Nièvre à l'Assemblée nationale.

## Biographie

### Famille
Il est le fils de Guillaume Jacques Ducrot, major au  12e régiment de chasseurs de l'Isère en garnison à Nevers, et de Marie, Julie, Louise Dupleix, nièce du gouverneur des Indes. Son grand père maternel se charge de son éducation et le fait entrer à Saint-Cyr. Il épouse à Nevers, le 5 décembre 1848, Marie-Ursule de Champs du Creuset, née le 23 janvier 1828, domiciliée à Varennes-lès-Nevers, fille de Ferdinand, François Joseph de Champs, ancien officier, et de Françoise Agathe Dollet de Chassenet, le 5 décembre 1848. Ils auront huit enfants.

### Carrière militaire
| Carrière militaire | Carrière militaire               | Carrière militaire |
| ------------------ | -------------------------------- | --- |
| Date               | Grades                           | Affectations |
| 14 novembre 1835   | Élève-officier                   | École spéciale militaire de Saint-Cyr Numéro de mérite obtenu aux examens de sortie de l’école : 69                                                                                                |
| 1er octobre 1837   | Sous-lieutenant                  | 1er régiment d'infanterie de ligne |
| 12 janvier 1839    |                                  | 24e régiment d'infanterie de ligne |
| 27 décembre 1840   | Lieutenant                       | |
| 11 février 1842    | Capitaine                        | |
| 13 décembre 1842   |                                  | 64e régiment d’infanterie de ligne |
| 17 avril 1843      |                                  | Attaché à la direction centrale des affaires arabes, à Alger. |
| 11 octobre 1846    |                                  | Nommé chef du bureau arabe d'Aumale, il obtient la soumission du chef Ben Salem |
| 22 septembre 1847  | Chef de bataillon                | 32e régiment d’infanterie de ligne Il est maintenu chef du bureau arabe à Aumale |
| 13 juin 1848       |                                  | 1er régiment de Légion étrangère |
| 12 février 1849    |                                  | Directeur intérimaire des affaires arabes à Blida |
| 19 avril 1849      |                                  | Nommé chef du bureau arabe à Médéa |
| 19 juin 1850       |                                  | Directeur divisionnaire des affaires arabes à Blida |
| 8 août 1851        | Lieutenant-colonel               | 49e régiment d'infanterie de ligne |
| 26 décembre 1853   | Colonel                          | 3e régiment d'infanterie de ligne avec lequel il fait l'expédition de la Baltique |
| 7 février 1856     |                                  | 3e régiment de grenadiers de la Garde impériale |
| 13 mars 1858       | Général de brigade               | |
| 22 mai 1858        |                                  | Commandant la subdivision de Loir-et-Cher |
| 15 janvier 1859    |                                  | Commandant la subdivision d'Indre-et-Loire |
| 16 avril 1859      |                                  | Commandant la 2e brigade de la 3e division du 3e corps d’armée devenue 2e brigade de la 5e division de l’Armée d'Italie avec laquelle il fait la campagne d'Italie                                 |
| 28 avril 1860      |                                  | Commandant de la subdivision de l'Allier |
| 2 octobre 1860     |                                  | Commandant la brigade d’infanterie du corps expéditionnaire de Syrie |
| 8 juin 1861        |                                  | Commandant la subdivision de la Nièvre |
| 7 septembre 1864   |                                  | Mis à la disposition du gouverneur général de l'Algérie et commandant la subdivision de Médéa |
| 7 juin 1865        | Général de division              | Disponible |
| 25 septembre 1865  |                                  | Commandant la 6e division militaire à Strasbourg |
| 1867-1868          |                                  | Inspecteur général du 14e arrondissement d'infanterie |
| 1869               |                                  | Inspecteur général du 10e arrondissement d'infanterie |
| 1870               |                                  | Inspecteur général du 12e arrondissement d'infanterie |
| 26 mai 1870        |                                  | Détaché au camp de Châlons pour commander la 3e division d'infanterie, il est au moment de la déclaration de guerre il est rappelé à Strasbourg le 17 juillet 1870                                 |
| 1er septembre 1870 |                                  | Il commande en chef l'armée de Châlons une partie de la journée du 1er septembre 1870. Après Sedan, gardé prisonnier à Pont-à-Mousson, il parvient à s'échapper, et rentre le 16 septembre à Paris |
| 16 septembre 1870  |                                  | Commandant des 13e et 14e corps d'armée |
| 7 novembre 1870    |                                  | Commandant en chef de la 2e armée de la défense de Paris |
| 8 février 1871     | Élu député de la Nièvre          | |
| 30 mars 1871       |                                  | Commande le camp de Cherbourg |
| 20 avril 1871      |                                  | Commande le 4e corps de l’Armée de Versailles |
| 24 avril 1871      |                                  | Disponible |
| 1er septembre 1872 |                                  | Commandant le 8e corps d'armée |
| 11 juin 1873       |                                  | Membre du Comité de Défense |
| 14 octobre 1873    |                                  | Réunit à son commandement celui de la 19e division militaire territoriale |
| 2 juin 1875        |                                  | Ne conserve que le commandement du 8e corps d’armée. |
| 9 janvier 1878     |                                  | Membre de la commission mixte des Travaux publics |
| 24 février 1882    | Admis dans la section de réserve | |
| 16 août 1882       | Décédé à Versailles              | |

### Avant la guerre de 1870
Après la défaite de l'Autriche en 1866, quelques personnalités comme les généraux Ducrot et Trochu font entendre leur voix pour suggérer des réformes ; ils sont trop isolés pour imposer leurs vues à toute l'armée.

### Guerre de 1870
Le général Ducrot, alors qu'il était prisonnier sur l'honneur de l'Empire allemand, à Pont-à-Mousson après la Sedan, parvient à s'échapper, et rentre le 16 septembre à Paris ou il obtient un commandement du gouvernement de la Défense nationale.
Après guerre, s'indignant contre ce parjure, Otto von Bismarck rédige une circulaire flétrissant les autorités françaises qui autorisent des hommes ayant manqué à leur parole à servir de nouveau sous les drapeaux, circulaire qui rencontre un certain écho dans les chancelleries européennes, ainsi qu'au sein même du corps des officiers français.
Nommé chef des 13e et 14e corps d'armée, alors en formation il livre le 19 septembre, la bataille de Châtillon pour empêcher l'investissement de Paris.

Le 7 novembre , il prend le commandement de la 2e armée de la défense de Paris.
Pendant toute la durée de siège, il ne rentra qu'une seule fois dans la capitale, le 31 octobre, pour délivrer le gouvernement prisonnier.

### Carrière politique et mise à la retraite
Le 8 février 1871, il est élu député légitimiste de la Nièvre à l'Assemblée nationale.
La loi du 13 mars 1875 doit permettre son maintien en activité sans limite d’âge pour avoir rendu des services éminents et exercé avec distinction devant l’ennemi les fonctions de :
- Commandant en chef d’une armée composée de plusieurs corps d’armée (journée du 1er septembre à Sedan) combats devant Paris lors de la bataille de Champigny.
- Commandant en chef d’un corps d’armée composé de plusieurs divisions de différentes armées (1er corps de l'armée de Châlons du 17 août au 31 août, les 13e et 14e corps d'armée du 16 septembre au 7 novembre 1870).

Toutefois, tout au long de la crise du 16 mai 1877, il s'efforce de provoquer le renversement de la Troisième République afin de rétablir le comte de Chambord sur le trône de France. À l'été, au moment où les journaux conservateurs réclament l'instauration de l'état de siège en France, Emmanuel-Arthur Bucheron publie des éditoriaux où il critique vertement la passivité du ministre de la Guerre, le général Berthaut, face aux troubles fomentés par les républicains. Le Moniteur universel accuse Ducrot d'avoir inspiré ces articles, déclenchant une véritable polémique et obligeant le ministère de la Guerre à démentir dans une note publiée au Journal officiel qui souligne que son « esprit de devoir et de discipline […] est trop connu pour que de pareilles assertions puissent être crues » et à condamner Bucheron (qui est lieutenant de réserve) à trente jours d'arrêt. En novembre, Ducrot occupe à nouveau une place centrale, en suggérant au président Mac Mahon la constitution d'un cabinet militaire, où lui-même recevrait le portefeuille de l'Intérieur.
Après l'échec de cette combinaison, Ducrot fait savoir au général Gaëtan de Rochebouët qu'il est pressenti par le président pour former le nouveau cabinet ; il presse ce dernier d'accepter en posant comme condition préalable « qu’on vous laisse faire dans le personnel ministériel et garnisons de Paris et Versailles les modifications qui vous paraîtront indispensables, sous votre responsabilité », moyen de circonvenir Mac Mahon. Rochebouët une fois nommé appelle à ses côtés le général Joseph de Miribel, ancien chef d’état-major de Ducrot, pour qu'il devienne chef d'état-major général.
Après la chute du gouvernement Rochebouët et l'arrivée aux affaires du cabinet républicain de Jules Dufaure, le maréchal de Mac Mahon est contraint de sacrifier trois généraux ayant une attitude suspecte, dont Ducrot, mis en disponibilité et perdant son commandement. La commission parlementaire chargée d'enquêter sur un potentiel complot militaire devant servir à rétablir la monarchie en France souligne dans son rapport les liens étroits entre le ministère de la Guerre et Ducrot : « [Rochebouët demande à Ducrot] non seulement des inspirations, mais encore des collaborateurs ». Le journal Le Temps abonde dans ce sens, notant que Ducrot « paraît exercer au ministère de la Guerre une certaine influence ».
Lorsque le général Billot, ministre de la Guerre, donne un avis positif pour ce maintien en activité, il n’est pas suivi par le conseil des ministres de février 1882. Ducrot est donc, comme tous les autres généraux, admis dans la réserve de l’état-major général.

## Décorations
- France

| Grand officier de la Légion d'honneur (20 août 1870) |
| Médaille d'Italie                                    |

- Royaume d'Espagne

| Commandeur de l'ordre d'Isabelle-la-Catholique (1856) |

- Empire d'Autriche

| Grand-croix de l'ordre de la Couronne de fer (novembre 1867) |

- Royaume-Uni de Grande-Bretagne et d'Irlande

| Médaille de la Baltique. |

## Campagnes et blessures

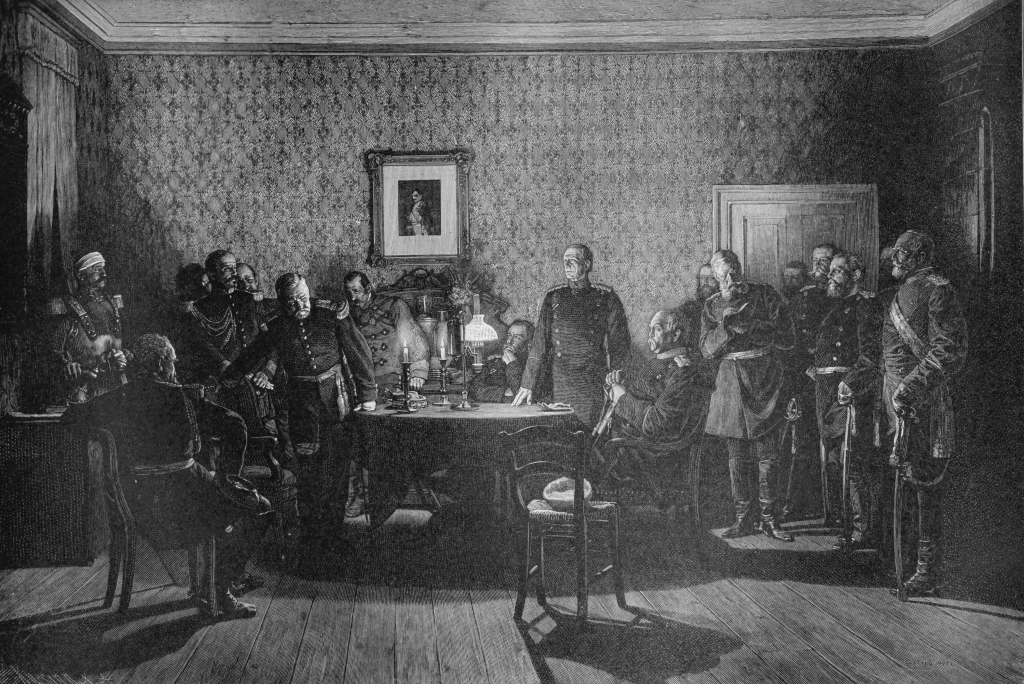
Pourparlers de capitulation à Sedan le 2 septembre 1870. Le général Ducrot (debout au centre à gauche s'appuyant sur une chaise) et le comte von Bismarck (assis à la table) mènent les deux délégations.

### Campagnes
- 17 décembre 1837 au 7 septembre 1851 : Algérie
- Décembre 1851 : France
- 1854 : Baltique (guerre de Crimée)
- 1859-1860 : Italie
- 7 octobre 1860 au 19 juin 1861 : Syrie
- 24 septembre 1864 au 6 juillet 1865 : Algérie
- 19 juillet 1870 au 25 janvier 1871 : Contre l’Allemagne
- 20 au 24 avril 1871 : Intérieur (contre la Commune)

### Blessures
- Coup de feu au bras droit le 29 octobre 1840 (col de Mouzouia)
- Coup de feu à la cuisse gauche le 16 mai 1847
- Plaie superficielle à la nuque par éclat d’obus le 30 novembre 1870 à la bataille de Champigny.

## Publications
- La Journée de Sedan avec le 1er corps de l'Armée de Chalon, Paris, Dentu, 1871
- Wissembourg, Paris, Dentu, 1873
- La Défense de Paris (1870-1871), Paris, Dentu, 1875

Correspondance
- La Vie militaire du général Ducrot d'après sa correspondance (1839-1871) par ses enfants, Paris, Plon et Nourrit, 1895
- De l’État-major et des différentes armes - Paris, Henri Plon imprimeur en 1871.

## Tableau
Il apparaît dans le tableau panoramique La Bataille de Champigny (1882)  peint par Édouard Detaille et Alphonse de Neuville (fragment 27. La Batterie blanche, peint par Detaille, lors de la découpe du tableau en 1892).